# Записки Новоросійського університету
Записки Імператорського Новоросійського університету, «Записки Императорскаго Новороссійскаго университета» — науковий журнал, що випускався Імператорським Новоросійським університетом з 1867 року.

Періодичність між томами була невизначеною, номери журналу друкувалися в Одесі, в друкарні Л. Нітче; пізніше в друкарні Ульріха і Шульце, Красний провулок, будинок № 3; в друкарні Штабу Округу, Тираспольська вулиця будинок № 24; в «Економічній» друкарні, вулиця Жуковського будинок № 43.